# Philippe Gaudrillet
Philippe Gaudrillet (Châtenay-Malabry, 10 de gener de 1936) va ser un ciclista francès que fou professional del 1958 al 1962. Va combinar el ciclisme en pista amb la carretera. Com amateur, es proclamà campió del món en Persecució individual.

## Palmarès en ruta
- 1955
  - Gran Premí de l'Humanité
- 1958
  - 1r a la París-Arràs

### Resultats al Tour de França
- 1961. Abandona (6a etapa)

## Palmarès en pista
- 1957
  -  Campió de França amateur en persecució
- 1958
  -  Campió de França amateur en persecució